# 皮先卡
48°12′21″N 28°53′20″E / 48.20583°N 28.88889°E

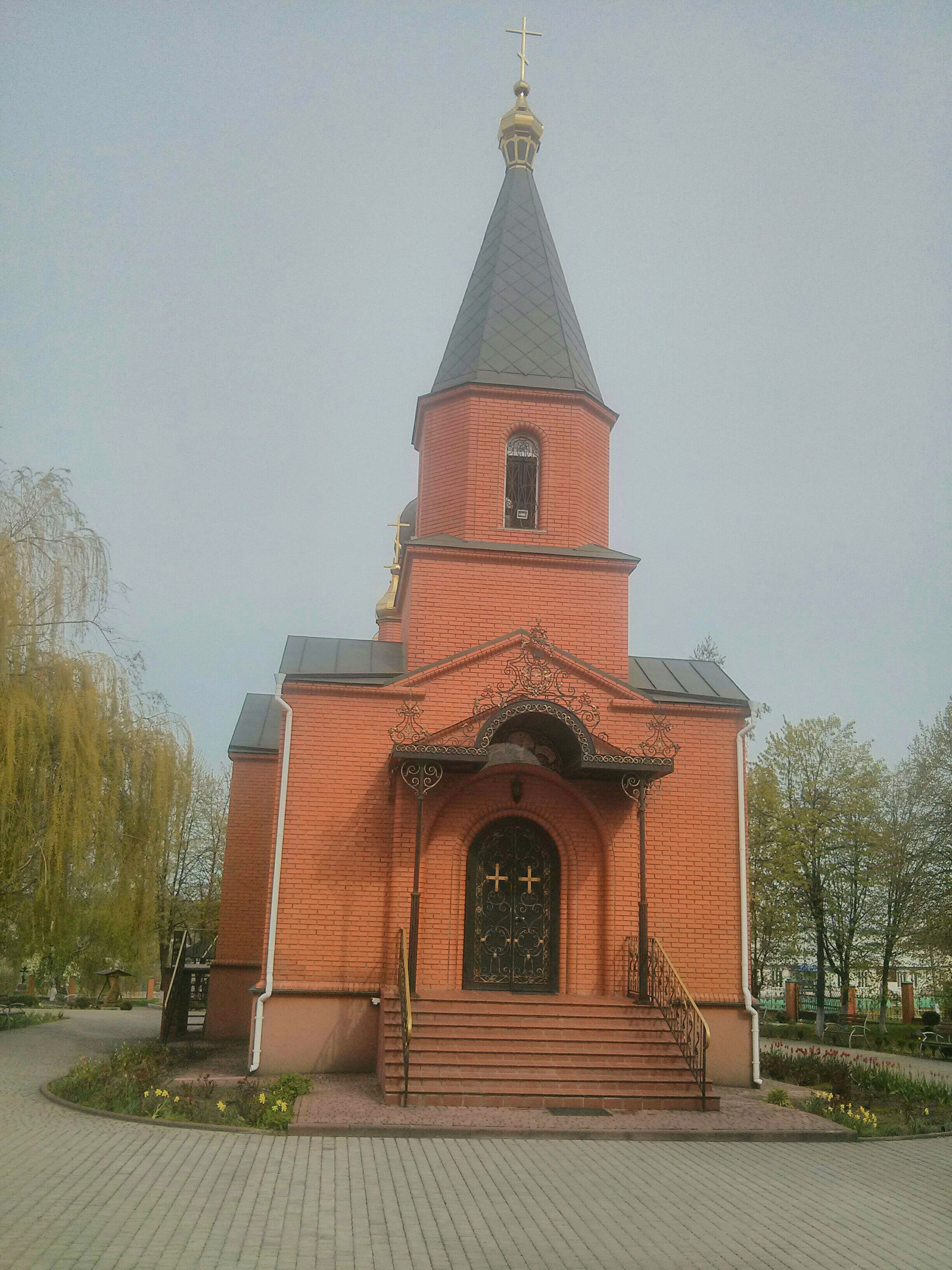
教堂

皮先卡（羅馬化：Pishchanka），又按俄语名译为佩斯昌卡，是烏克蘭西南部文尼察州圖利欽區皮先卡市镇内的鎮及其行政中心。處於文尼察以南153公里，面積7.47平方公里，海拔高度232米，2011年人口5,387，人口密度每平方公里721人。

## 備註
1. ↑  俄语：